# Carl von Voit
Carl von Voit, född den 31 oktober 1831 i Amberg i Bayern, död den 31 januari 1908 i München, var en tysk fysiolog, son till August von Voit.
von Voit blev student 1848, studerade i München, Würzburg och Göttingen, blev 1854 medicine doktor i München, 1856 docent, 1860 e.o. och 1863 ordinarie professor i fysiologi vid universitetet där. 
Redan tidigt ställde von Voit som sin livsuppgift att utreda de lagar, enligt vilka näringsupptagningen och ämnesomsättningen äger rum hos djuren och människan, och genom sina med utomordentlig energi genomförda undersökningar åt detta håll blev han den egentlige grundläggaren av den moderna näringsfysiologin. 
Först genom hans arbeten om de vägar, på vilka kvävet som en produkt av äggvitesönderdelningen i kroppen avges från denna, och hans i sammanhang därmed stående, delvis i förening med Bischoff utförda forskningar om kvävejämvikten och lagarna för äggviteomsättningen blev ett exakt studium av näringsläran över huvud möjligt. 
Hans tillsammans med Pettenkofer anställda långa försöksserier över den totala ämnesomsättningen vid tillförsel av olika slag av näringsämnen och av olika mängder av dessa bildar utgångspunkten för de många arbeten, genom vilka nämnda grundfrågor sedan dess belysts. 
Av stor betydelse var också von Voits rön angående ämnesomsättningen vid muskelarbetet. I avseende på den rationella anordningen av utspisningen i offentliga anstalter gjorde von Voit mycket betydelsefulla inlägg; hans normalkostsats utgjorde länge den bas, på vilken de flesta andra kostsatser i väsentlig grad stödde sig. 
Härvid inlade von Voit en alldeles särskild förtjänst genom att skarpt betona nödvändigheten av, att födan inte endast skall vara kvantitativt tillräcklig, utan också äger en sådan beskaffenhet, att den tilltalar vår matlust och gör, att vi förtär den med nöje. 
Och med sällsynt skarpblick framhöll han, att detta på det närmaste sammanhängde med födans inflytande på avsöndringen av matsmältningsvätskorna, en tanke, som långt senare på det mest slående sätt bekräftades genom Pavlovs undersökningar. 
von Voit sammanfattade resultaten av sina forskningar på näringslärans område i Handbuch der physiologie des allgemeinen stoffwechsels und der ernährung(1881). De flesta av hans originalarbeten är offentliggjorda i den av honom i förening med andra sedan 1865 utgivna
"Zeitschrift für biologie". 
Därjämte utgav han Die gesetze der ernährung des fleischfressers (med Bischoff, 1860), Untersuchung der kost in einigen öffentlichen anstalten (1877) med mera. Då Svenska läkaresällskapet 1902 första gången utdelade Anders-Retzius-medaljen för vetenskapliga förtjänster inom fysiologien, tillerkändes denna åt von Voit.